# نوربرت مولر
نوربرت مولر (انگلیسی: Norbert Mueller; ۱۴ فوریهٔ ۱۹۰۶ – ۶ ژوئیهٔ ۱۹۵۶) بازیکن هاکی روی یخ اهل کانادا بود.